# Wizard (chanson de Martin Garrix)
Pour les articles homonymes, voir Wizard.
Singles par Martin Garrix
Animals
(2013) Helicopter
(2014)
Singles par Jay Hardway
Error 404
(2013) Bootcamp
(2014)
Wizard est une chanson du producteurs et DJs néerlandais Martin Garrix et Jay Hardway, extraite de son premier extended play, Gold Skies EP. Le titre est sorti en tant que 2e single de l'album le 2 décembre 2013 en téléchargement numérique sur iTunes. La chanson a atteint un sommet au numéro 6 en Belgique, le numéro 7 au Royaume-Uni et le numéro 17 aux Pays-Bas. La chanson a été écrite et produite par Martijn Garritsen et Jobke Heiblom.

## Clip vidéo
Wizard est sorti le 19 novembre 2013 sur YouTube.
Le clip comporte des clips de Garrix et Hardway joués ensemble ainsi que des clips de gens qui dansent sur la chanson. La vidéo a actuellement plus de 220 millions de vues.

## Liste des formats et éditions
| 1. | Wizard (Radio Edit)   | 3:22 |
| 2. | Wizard (Original Mix) | 4:42 |

| 1. | Wizard (Radio Edit)   | 3:22 |
| 2. | Wizard (Original Mix) | 4:42 |

| 1. | Wizard (Tchami Remix)       | 5:36 |
| 2. | Wizard (Mike Hawkins Remix) | 3:35 |
| 3. | Wizard (Yellow Claw Remix)  | 3:38 |
| 4. | Wizard (Tom & Jame Remix)   | 4:45 |

## Classement hebdomadaire
| Classement (2013)                       | Meilleure position |
| --------------------------------------- | ------------------ |
| Pays-Bas (Nederlandse Top 40)           | 16                 |
| Autriche (Ö3 Austria Top 40)            | 34                 |
| Belgique (Flandre Ultratop 50 Singles)  | 6                  |
| Belgique (Wallonie Ultratop 50 Singles) | 8                  |
| France (SNEP)                           | 31                 |
| Allemagne (Media Control AG)            | 30                 |
| Suède (Sverigetopplistan)               | 21                 |
| Suisse (Schweizer Hitparade)            | 29                 |
| Royaume-Uni (UK Singles Chart)          | 7                  |
| Finlande (Suomen virallinen lista)      | 10                 |
| Canada (Hot 100)                        | 67                 |

### Certifications
| Pays       | Certification |
| ---------- | ------------- |
| Suède IFPI | Or            |